# 福島東稜高等学校
福島東稜高等学校（ふくしまとうりょうこうとうがっこう）は、福島県福島市山居上にある私立高等学校。旧称は緑が丘高等学校。

## 概要
福島市のシンボル、信夫山の麓にある。かつては緑が丘高等学校という校名で、「女子」という名称が入っていない女子校であった。1997年（平成9年）に現在の校名に改称し、1999年（平成11年）より男女共学化。生徒の男女の割合は、元々女子校だったために女子生徒の割合が多い。
バスケットボール部や卓球部をはじめ、運動系部活動では全国大会に何度も出場している部がある。

### 建学の精神
- 真心をもって人に接し、人の立場を考えて行動できる、明かるく役立つ人間

### 教育方針
- 建学の精神の具現化
建学の精神である「真心をもって人に接し　人の立場を考えて行動できるスペース明かるく役立つ人間」の具現化に努める。
- 国際教育の推進
個人の平和は、国際間の平和にあることに鑑み、国際平和・国際理解・環境教育の推進に努める。
- 道義、個性、労作を重んずる教育の推進
道義を旨とし、個性の発揮、労作を重んずる教育の推進に努める。

## 設置学科
- 普通科
  - アクティブラーナーズコース
  - スポーツ健康コース
  - キャリアデザインコース
    - 地域デザイン系列 (2年次より選択)
    - 子ども文化系列 (2年次より選択)
    - メディアデザイン系列 (2年次より選択)
- 食物文化科（卒業と同時に調理師免許取得）
- 看護科・看護専攻科 (5年一貫教育)

## 沿革
- 1959年（昭和34年）- 緑が丘高等学校（女子校）として開校。普通科・商業科を設置。
- 1968年（昭和43年）- 食物科を設置。
- 1969年（昭和44年）- 衛生看護科を設置。
- 1972年（昭和47年）- 衛生看護専攻科を設置。
- 1976年（昭和51年）- 普通科III型を設置。
- 1996年（平成8年）- 普通科に進学養成コース・総合コースを設置。
- 1997年（平成9年）- 福島東稜高等学校と改称。商業科をビジネス情報科に改称、食物科を廃止し食物文化科を新設。
- 1999年（平成11年）- 男女共学化。
- 2002年（平成14年） - 普通科進学養成コースを進学コースに変更。衛生看護科を看護科に、衛生看護専攻科を看護専攻科に変更。
- 2011年（平成23年）- 普通科進学コース募集停止。2年次より進学コースと総合コースに分かれる。
- 2015年（平成27年）- ビジネス情報科募集停止。普通科を特別進学コース・スポーツ健康コース・キャリアデザインコースの3コースに編成。
- 2022年（令和4年）- 普通科特別進学コース募集停止。普通科をアクティブラーナーズコース・スポーツ健康コース・キャリアデザインコースの3コースに編成。

## 教育の特色
- 「ホスピタリティ教育」
「建学の精神」具現化のために真心（おもてなしの心）を備えた人間を育成する。宿泊学習や人間関係講習会、保健指導やマナー教育、文化祭やその他の行事への参加を通し、人の立場を考えて行動できる（喜びの共有）、明るく役立つ人間（他者や社会への貢献）を目指す。
- 「グローカル教育」（グローバル＋ローカル）
地球規模の視野を持って、地域で活躍できる人間の育成を目指す。新年度から入学したアフリカの留学生との身近な国際交流、昨年度から常勤で採用したALTによる英会話力の向上、地球環境問題に関する講習会、海外研修、平和論文コンクール
- 「シティズンシップ教育」
市民力育成のために社会参画の力をつける。市民のためのボランティア活動（信夫山クリーン作戦、町内清掃等）、街頭での地域貢献キャンペーン等の活動、高齢者や障害者施設等への慰問

## 校章
1. 従来の校章の月桂樹とリボンを残し、良き校風と伝統の継承発展を意味する。
2. 信夫山の稜線を理想と希望の稜線として東に仰ぎ、ギリシャ神話のエンジェルをモデルとして、情操豊かな本校生を表し、未来に向かって羽ばたく様を緑が丘のＭ字に模して図案化した。
3. 輪は、平和の象徴であり国際平和教育を示し、リボンは真心教育を推進する堅く結ばれた友情を表している。

## 進路概況
- 国内の4年制大学、短期大学、専門学校、公務員、民間企業等、多岐にわたる。[1]
- 看護科・看護専攻科は、看護師として病院への就職がほとんど。[2]

## 部活動
- 運動部
  - ソフトボール部 - 第68回国民体育大会ソフトボール競技に出場、第34回全国高等学校女子ソフトボール選抜大会に出場、第62回全国私立高等学校女子ソフトボール選抜大会（全国大会）に出場
  - 馬術部 - 第48回全日本高等学校馬術競技大会（インターハイ全国大会＜団体戦＞）に出場、第50回全日本高等学校馬術競技大会（インターハイ全国大会＜団体戦＞）に出場、第51回全日本高等学校馬術競技大会（インターハイ全国大会＜団体戦＞）に出場、第7回全国高校生馬術選手権大会に出場
  - ラグビーフットボール部 - JAPAN SEVENS 2003（7人制ラグビーの全国大会）に東北選抜として出場
  - 体操部 - 平成22年度全国高等学校総合体育大会体操競技（インターハイ）に女子個人と女子団体で出場、平成23年度全国高等学校総合体育大会体操競技（インターハイ）に女子個人と女子団体で出場、平成24年度全国高等学校総合体育大会体操競技（インターハイ）に女子個人と女子団体で出場、平成28年度全国高等学校総合体育大会体操競技（インターハイ）に女子個人で出場
  - 男子バスケットボール部 - 第45回全国高等学校バスケットボール選抜優勝大会（ウインターカップ2014）に出場を果たし、2014年、2015年と2年連続でインターハイに出場。2年ぶりに出場した2017インターハイでは、栃木県代表の文星芸術大学附属高校に勝利し、チームとして全国大会初勝利をあげた。2018年、2年連続4度目のインターハイ出場。2019年、5年ぶり2度目のウインターカップに出場し、沖縄県代表の県立豊見城高校に勝利した。2020年、2年連続3度目のウインターカップ出場。令和3年度 第74回全国高等学校バスケットボール選手権大会（ウインターカップ2021）に出場。
  - 女子バスケットボール部 - 星希望が顧問に就任。令和3年度 第74回全国高等学校バスケットボール選手権大会（ウインターカップ2021）に出場。令和4年度全国高等学校総合体育大会バスケットボール競技大会（インターハイ2022）に出場し、チームとしてインターハイ初勝利のみならず全国大会初勝利をあげた。
  - ダンス部 - 米国ロサンゼルスで開かれたダンスの世界大会「Showstopper final」のソロのシニア部門（15 - 19歳）に出場し、初優勝した。第15回 日本高校ダンス部選手権 夏の公式全国大会（2022年）に出場。
  - 卓球部 - 平成29年度全国高校選抜卓球大会出場
  - 男子ハンドボール部
  - 女子ハンドボール部
  - 陸上競技部
  - バレーボール部
  - 水泳部
  - ソフトテニス部
  - 山岳部
  - バドミントン愛好会

- 文化部
  - 写真部
  - 茶道部
  - 科学部
  - 合唱部
  - 書道部
  - 美術部
  - 吹奏楽部
  - 演劇部
  - 華道部
  - JRC部
  - アニメーション部
  - インターアクトクラブ
  - パソコン部
  - 軽音楽愛好会

## 学校行事
- 入学式
- 遠足
- 校内スポーツ大会
- 修学旅行
- スポーツテスト
- 信夫山周走大会
- 音楽フェスティバル
- 卒業式

## 施設・設備
- 校舎 - 円型校舎と北校舎、南校舎があり四階建てで冷暖房完備。
- 調理実習室
- 看護実習室
- 体育館 - トレーニングルームがあり、ウェイトトレーニングのための器具が置いてある。
- きらり☆東稜天文台
- 太陽光発電システム

## 同窓会
- 毎年本校同窓生も参加し信夫山周走大会が開催される。
- 親子も孫も一家が東稜生という家庭も多く、入学金の一部が給付される同窓生入学特待制度を導入している。

## 保護者会
- 毎年保護者会主催による環境美化活動が行われている。

## 著名な出身者
- 一条未悠（プロダンサー）
- 長﨑皇（サッカーJリーグ2種登録選手・福島ユナイテッドＦＣ）
- 廣瀬英斗（サッカーJリーグ2種登録選手・福島ユナイテッドＦＣ）
- 齋藤碧（サッカーJリーグ2種登録選手・福島ユナイテッドＦＣ）

## 著名な教職員
- 星希望 女子バスケットボール部顧問 - 福島県出身の元バスケットボール選手

## アクセス
- 福島交通バス「桜の聖母短期大学」停留所 徒歩7分、「福島競馬場前」停留所 徒歩6分